# Dactylolabis (Dactylolabis) cubitalis
Dactylolabis (Dactylolabis) cubitalis is een tweevleugelige uit de familie steltmuggen (Limoniidae). De soort komt voor in het Nearctisch gebied.